# 3117 Niepce
3117 Niepce este un asteroid din centura principală, descoperit pe 11 februarie 1983 de Norman Thomas.